# Il mistero delle dodici sedie
Il mistero delle dodici sedie (The Twelve Chairs) è un film del 1970 diretto da Mel Brooks.
Il soggetto è basato sul romanzo Le dodici sedie di Il'ja Arnol'dovič Il'f e Evgenij Petrovič Petrov, dal quale un anno prima era stato liberamente tratto il film Una su 13 e nel 2014 Carlo Mazzacurati realizzerà La sedia della felicità.

## Trama
Nell'Unione Sovietica del 1927, Ippolit Vorob'janinov è un ex nobile russo esiliato e caduto in disgrazia con la rivoluzione ed ora costretto a svolgere la funzione di burocrate nel piccolo villaggio dove vive.  L'anziana suocera di Ippolit gli rivela, sul letto di morte, di aver nascosto i preziosissimi gioielli di famiglia in una delle dodici sedie della sala da pranzo della loro vecchia casa, ma adesso le dodici sedie sono sparse per la Russia, dapprima sequestrate e poi rivendute dai bolscevichi.
Aiutato da Ostap Bender, un giovane e astuto truffatore, e con la concorrenza di padre Fëdor, un pope ortodosso, l'unico altro a cui l'anziana signora ha confessato il suo segreto, Ippolit parte alla ricerca delle dodici sedie e del tesoro. Ippolit e Ostap scoprono che le sedie sono state divise e vendute singolarmente, quindi la loro caccia richiede molti viaggi.
Fingendosi un funzionario responsabile del dipartimento delle sedie, Bender inganna padre Fëdor indicandogli un set simile di undici sedie in possesso di un ingegnere in una remota provincia della Siberia. Padre Fëdor fa il lungo viaggio solo per essere buttato fuori dalla casa dell'ingegnere, ma quando questi viene riassegnato a un posto sul Mar Nero, Fëdor lo segue e recupera le sedie contraffatte, scoprendo che nessuna delle sedie ha i gioielli. Più tardi, trova Ippolit e Ostap dopo che hanno recuperato una sedia da un circo, e mentre viene inseguito da loro si arrampica freneticamente con la sedia sulla cima di una montagna. Dopo aver scoperto che questa sedia non contiene i gioielli, scopre di non essere in grado di scendere giù senza aiuto, e Ippolit e Ostap lo abbandonano al suo destino.
Dopo aver percorso molte miglia, i due tornano a Mosca dove trovano l'ultima sedia nel Palazzo della Cultura; poiché le altre sedie non contenevano alcun tesoro nascosto, questo doveva contenerlo tutto. Le speranze dei due vengono deluse poiché si scopre che la sedia è completamente vuota. Un guardiano li trova e Ippolit gli chiede cosa sia successo ai gioielli. "Guardati intorno", risponde il guardiano, spiegando poi che i gioielli sono stati trovati accidentalmente e utilizzati per finanziare la costruzione del grande edificio in cui si trovano. Spinto da un'improvvisa rabbia, Ippolit fa a pezzi la sedia e viene portato via da Ostap prima di essere arrestato.
Demoralizzato e senza più un soldo in tasca, Ostap propone che lui e Ippolit si separino. In un disperato tentativo di impedire a Ostap di andarsene, Ippolit lancia in aria i resti dell'ultima sedia e crolla a terra fingendo un attacco epilettico; questo è un atto che avevano precedentemente provato come parte di una truffa. Attratto dalla folla e capendo cosa sta facendo Ippolit, Ostap richiama l'attenzione di tutti e prega i passanti di donare generosamente a questo uomo, colpito dallo stesso male di Dostoevskij. I due uomini consolidano così la loro collaborazione.

## Colonna sonora
Il motivetto principale del film, dal titolo inglese Hope for the best, expect the worst! ("Spera il meglio, aspettati il peggio!") rappresenta dalle prime sequenze del film un avvertimento costante in tutto il film anche relativo al finale dell'avventura. La musica è inoltre ripresa pedissequamente dalla Danza ungherese n. 4 di Johannes Brahms.

## Scene tagliate
Il film nell'edizione italiana presenta tre scene non doppiate: 
- uno di circa due minuti in cui Ippolit e Ostap sono nella sala della mostra. Ippolit si scaraventa contro le sedie, ma Ostap lo blocca invitandolo ad aspettare l'orario di chiusura e quindi s'infila insieme a lui in un camerino.
- una seconda in cui nell'inseguimento di padre Fëdor con la sedia rimanente, Ippolit e Ostap si nascondono sotto la rupe e aspettano che lui finisca di distruggere l'oggetto per prendere i soldi.
- la terza e ultima scena in cui Ippolit e Ostap, verso la fine del film, stanno seduti su un uscio e quest'ultimo chiede a Ippolit, con un brandello di una sedia in mano, il perché continui a tenere in mano lo schienale della sedia.

## Riconoscimenti
- 1970 - National Board of Review
  - Miglior attore non protagonista (Frank Langella)